# Diego Frazão Torquato
Pour les articles homonymes, voir Torquato.
 (juillet 2021).
Diego Frazão Torquato, connu sous le nom de "Diego do Violino" (1997 - Duque de Caxias, 1er avril 2010), était un violoniste brésilien.
Diego do Violino faisait partie de l'orchestre à cordes Afroreggae et "est devenu un symbole d'espoir" pour la lutte contre la leucémie et l'indignation contre le crime qui a tué le chef du groupe, Evandro João da Silva, qui a été tué lors d'un vol le 18/10/2009.

## Biographie

### Enfance
Dès son jeune âge, Diego a souffert des maladies telles que la méningite. Malgré cela, il n'a pas perdu son enthousiasme pour la musique. Il apprend à jouer au violon à l'âge de 4 ans.

### Notoriété
Il n'avait pas de formation classique. Lors de l'exécution de l'hommage musical aux funérailles du leader Afroreggae Evandro Joao Da Silva, il est en larmes et sa photo est  largement diffusée par la presse brésilienne, ce qui lui donne une grande notoriété,.
Le journal O Globo rapporte que l'image est "l'une des plus excitantes de ces derniers temps".
Diego a participé aux ateliers du groupe à la Parada de Lucas et est devenu la vedette de l'orchestre à cordes d'Afroreggae, une ONG qui lutte contre l'entrée des jeunes dans le trafic de drogue.
En décembre 2009, il a participé à la campagne de fin d'année de Rede Globo.
Il a été nommé en 2010 pour le prix Faz Diferença du journal O Globo.

### Maladies et mort
Le dernier d'entre eux a conduit à une hospitalisation de 24 jours, lorsqu'il a subi une infection généralisée à la suite d'une chirurgie de l'appendice, qui a entraîné une aggravation du cas. Il dépendait de l'aide d'appareils pour réguler sa tension artérielle.
Au cours de cette période, il a également été admis à l'hôpital de Saracuruna avec une leucémie aiguë, mais n'a pas pu subir de chimiothérapie en raison du risque de la procédure.
Il meurt peu de temps après avoir subi un arrêt cardio-pulmonaire.